# 東条義叔
東条 義叔（とうじょう よしすえ）は、江戸時代前期の江戸幕府の旗本。吉良氏の分家として東条家を興した。

## 生涯
高家旗本の吉良義冬（4200石）の次男として誕生。母は7000石の旗本酒井忠吉（酒井忠勝の弟）の娘。生年は不詳だが、兄の吉良義央が寛永18年（1641年）の生まれなので、義叔が生まれたのはそれ以降となる。
吉良家の家督は義央が継いでおり、義叔は別家東条家を興している。戦国時代において吉良家は、西条吉良家と東条吉良家に分かれていたことから、東条を家名にしたものと思われる。東条家は高家ではなく、一般の旗本家として遇された。
寛文元年（1661年）12月24日に召し出されて将軍徳川家綱に中奥小姓として仕える。寛文2年（1662年）12月22日には切米500俵を給された。寛文5年（1665年）12月27日、従五位下・因幡守に叙任する。将軍が徳川綱吉に代わったのちも長く小姓役を務めていたが、元禄7年（1694年）8月23日に勤務怠慢とされて小普請（無役の旗本）にされた。その際、江戸城への出仕も止められたが、12月11日に赦免された。元禄10年（1697年）7月26日、切米を知行に改められ、武蔵国児玉郡と賀美郡内に500石を領した。
宝永6年（1709年）1月1日に死去。吉良家の菩提寺である牛込の万昌院に葬られた。法名は道樹。

## 系譜
実子がなく、弟（義冬四男）の東条冬貞を養子にしていたが、宝永元年（1704年）に死去したため、柘植氏から東条義武（義武の母荒川氏が吉良家庶流の出身）を養子として迎え、東条家を継がせた。なお、弟の義孝も別家「東条家」を立てているが、義孝流東条家はまもなく断絶する。
吉良家は赤穂事件によって断絶していたが、享保17年（1732年）、東条義武の養子・義孚が吉良姓への復姓を希望して許された。高家の格式は認められなかったものの、御書院番に代々任じられている。
一方、武蔵吉良氏（前期東条家のち奥州管領家）の末裔である高家の蒔田家も、宝永7年（1710年）に吉良姓の復姓を希望して許されている。なお、こちらが「高家吉良家」として残ることになる。